# Partido Republicano Nacionalista

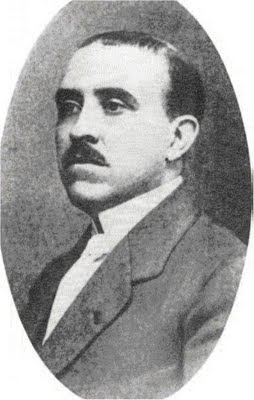
Álvaro de Castro, líder prominente del Partido Republicano Nacionalista y primer ministro de Portugal

El Partido Republicano Nacionalista (PRN) fue un partido republicano de derechas durante la Primera República Portuguesa, creado como resultado de la fusión del Partido Republicano Liberal y del Partido Republicano de la Reconstrucción Nacional. El partido también fue apoyado por exmiembros del antiguo Partido Nacional Republicano del expresidente de la República Sidónio Pais. Los partidarios del partido eran generalmente conocidos como los «nacionalistas».
El Partido Republicano Nacionalista tenía una orientación conservadora moderada. Sin embargo, hizo concesiones cada vez mayores a los grupos católicos, hasta el final de la Primera República. El Partido Nacionalista Republicano defendió el laicismo del Estado, pero no de la sociedad. Buscó conciliar el tradicionalismo y el nacionalismo moderado con el republicanismo histórico.

## Historia
Después de que el líder del Partido Republicano Liberal (PRL), António Granjo, fuera asesinado en la "Noche sangrienta" de 19 de octubre de 1921, el PRL y el Partido Reconstituyente comenzaron las negociaciones para fusionar los dos partidos en 1922. El partido comenzó a trabajar en su programa llamado El orden en las calles, la orden en los espíritus, el orden en el movimiento obrero. El 5 de febrero de 1923, se formalizó la formación del Partido Republicano Nacionalista (PRN). Doce días más tarde, el 17 de febrero, su manifiesto público fue divulgado en la prensa, presentando el nuevo partido al país.  El partido fue constituido como un bloque de las derechas, destinado a incorporar a los republicanos conservadores, así como a los monárquicos frustrados.
En su manifiesto al país, el Partido Nacionalista Republicano quería seducir a las fuerzas vivas de la sociedad, a través de la cuestión de los impuestos. El PRN, en este manifesto, reconocía que la agricultura, la industria y el comercio pagaban sus impuestos con dificultad y sacrificio. El partido proponía presentar una revisión inmediata de toda la legislación tributaria al Parlamento. Pero también intentó atraer a la clase obrera. En su manifiesto, el PRN «deseaba sinceramente que las clases trabajadoras colaborasen en la vida del Estado». Prometió que iba a contribuir a una «remodelación de la legislación laboral, moderna y justa».
El Partido Republicano Nacionalista fue concebido para desafiar el poder hegemónico del Partido Democrático. Los partidarios del PRN eran predominantemente hacendados, comerciantes, funcionarios públicos, médicos y abogados y tenía estrechos vínculos con el Banco Nacional Ultramarino y otros bancos importantes, así como con otras grandes corporaciones.
El 15 de noviembre de 1923, el Partido Republicano Nacionalista formó un gobierno, liderado por António Ginestal Machado, aunque el partido no tenía una mayoría de escaños en el Parlamento. Este gobierno incluía a Óscar Carmona (futuro presidente de la República del Estado Novo), como ministro de Guerra y duró cerca de un mes, entre el 15 de noviembre y el 17 de diciembre de 1923.
En diciembre de 1923, Álvaro de Castro dejó el PRN para formar un nuevo gobierno, que solo incluía un nacionalista (miembro del PRN), pero en cambio contaba con demócratas, independientes y miembros de Seara Nova —'Nueva Granja de Trigo', una revista fundada por iniciativa de Raúl Proença y un grupo de intelectuales portugueses—. El gobierno de Álvaro de Castro, que duró hasta julio de 1924, tuvo la oposición del PRN y, más contundentemente, de Francisco da Cunha Leal y Jorge Nunes.
Entre los líderes notables del Partido Republicano Nacionalista puede nombrarse a Álvaro de Castro, Tomé de Barros Queirós, Júlio Dantas, José Mendes Cabeçadas, Francisco da Cunha Leal y el Comandante Filomeno da Câmara de Melo Cabral.
La secesión en marzo de 1926 de la Unión Liberal Republicana, liderada por Francisco da Cunha Leal, y el comienzo de la Dictadura Nacional, tras el golpe militar de 28 de mayo del mismo año, marcaron el fin del Partido Republicano Nacionalista. A principios de la década de 1930 muchos de los antiguos miembros de la PRN se unieron a la Unión Nacional, el partido gobernante durante el régimen dictatorial del Estado Novo. El Partido Republicano Nacionalista fue finalmente disuelto el 7 de febrero de 1935.